# Intel Core

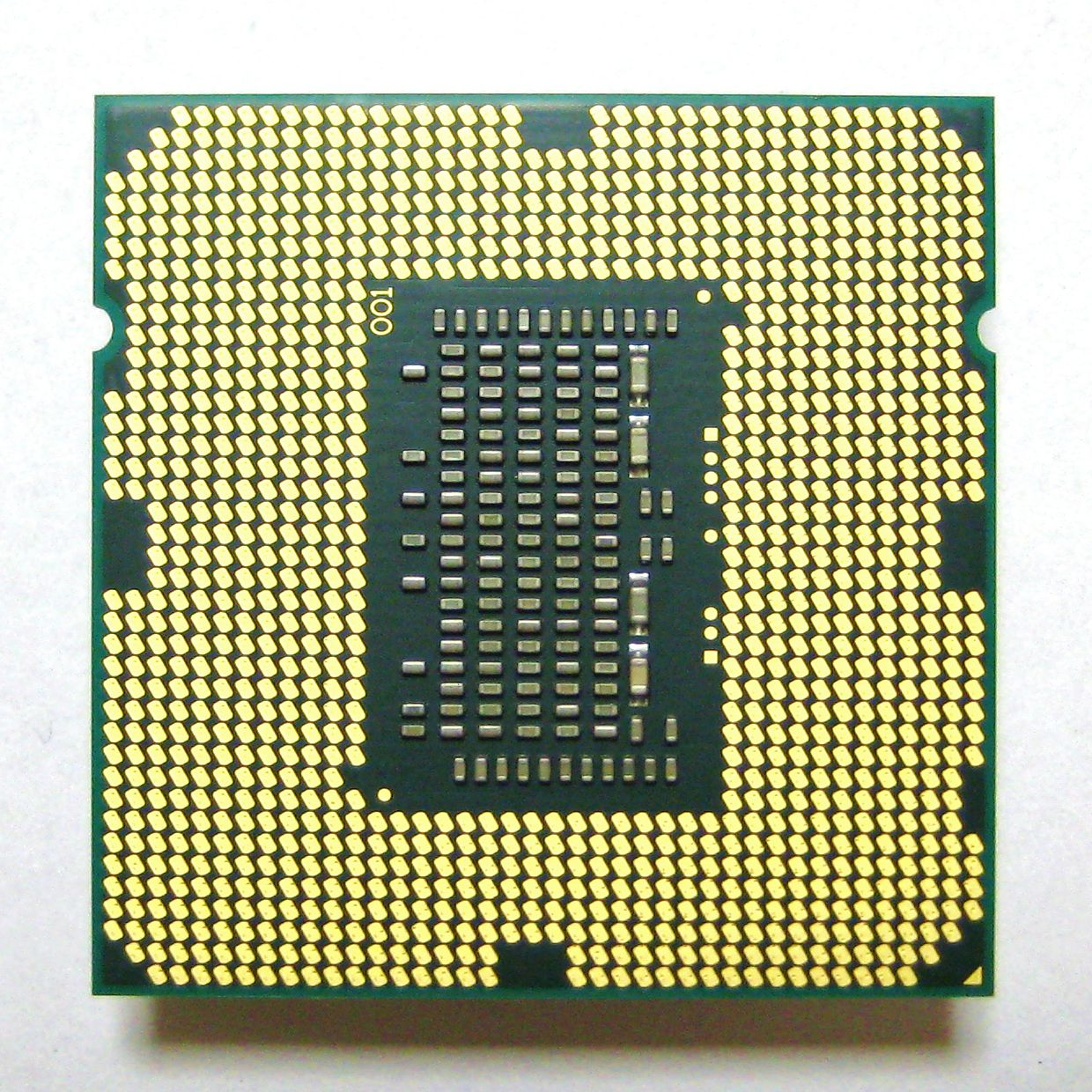
Intel Core i5 750 LGA 1156

Intel Core (укр. Кор (ядро, серцевина))  — це назва для лінійки процесорів Intel, започаткованих чипом з ядром Yonah, представленого 5 січня 2006 року. Він призначений для заміни торгової марки Pentium, що вживалась Intel у процесорах кількох архітектурних поколінь ще з 1993 року. Ця назва є частиною операції з ребрендингу, запущеної Intel у січні 2006 року; наступне покоління настільних і мобільних процесорів після Intel Core отримало назву Intel Core 2, яка замінила торгову марку Pentium.
На 2013 рік серія процесорів Core включала в себе лінійки Core i7, Core i5 та Core i3

## Огляд
| Комерційна назва | Настільний                                                                                | Настільний                                 | Настільний                                                  | Настільний                                                                                                 | Мобільний                                             | Мобільний       | Мобільний                                       | Мобільний                                                                  |
| Комерційна назва | Кодове ім'я                                                                               | Ядра                                       | Техпроцес                                                   | Дата випуску                                                                                               | Кодове ім'я                                           | Ядра            | Техпроцес                                       | Дата випуску                                                               |
| --- | ----------------------------------------------------------------------------------------- | ------------------------------------------ | ----------------------------------------------------------- | --- | ----------------------------------------------------- | --------------- | ----------------------------------------------- | -------------------------------------------------------------------------- |
| Core Solo | Версія для настільних комп'ютерів відсутня                                                | Версія для настільних комп'ютерів відсутня | Версія для настільних комп'ютерів відсутня                  | Версія для настільних комп'ютерів відсутня                                                                 | Yonah                                                 | 1               | 65 nm                                           | Січень 2006                                                                |
| Core Duo | Версія для настільних комп'ютерів відсутня                                                | Версія для настільних комп'ютерів відсутня | Версія для настільних комп'ютерів відсутня                  | Версія для настільних комп'ютерів відсутня                                                                 | Yonah                                                 | 2               | 65 nm                                           | Січень 2006                                                                |
| Core 2 Solo | Версія для настільних комп'ютерів відсутня                                                | Версія для настільних комп'ютерів відсутня | Версія для настільних комп'ютерів відсутня                  | Версія для настільних комп'ютерів відсутня                                                                 | Merom-L Penryn-L                                      | 1               | 65 nm 45 nm                                     | Вересень 2007 Травень 2008                                                 |
| Core 2 Duo | Conroe Allendale Wolfdale                                                                 | 2                                          | 65 nm 65 nm 45 nm                                           | Серпень 2006 Січень 2007 Січень 2008                                                                       | Merom Penryn                                          | 2               | 65 nm 45 nm                                     | Липень 2006 Січень 2008                                                    |
| Core 2 Quad | Kentsfield Yorkfield                                                                      | 4                                          | 65 nm 45 nm                                                 | Січень 2007 Березень 2008                                                                                  | Penryn                                                | 4               | 45 nm                                           | Серпень 2008                                                               |
| Core 2 Extreme | Conroe XE Kentsfield XE Yorkfield XE                                                      | 2 4                                        | 65 nm 65 nm 45 nm                                           | Липень 2006 Листопад 2006 Листопад 2007                                                                    | Merom XE Penryn XE                                    | 2 4             | 65 nm 45 nm 45 nm                               | Липень 2007 Січень 2008 Серпень 2008                                       |
| Core i3 | Clarkdale Sandy Bridge Ivy Bridge Haswell                                                 | 2                                          | 32 nm 32 nm 22 nm 22 nm                                     | Січень 2010 Лютий 2011 Вересень 2012 Вересень 2013                                                         | Arrandale Sandy Bridge Ivy Bridge Haswell             | 2               | 32 nm 32 nm 22 nm 22 nm                         | Січень 2010 Лютий 2011 Червень 2012 Червень 2013                           |
| Core i5 | Lynnfield Clarkdale Sandy Bridge Ivy Bridge Haswell                                       | 4 2 4 2 4 2 4 2                            | 45 nm 32 nm 32 nm 32 nm 22 nm 22 nm 22 nm 22 nm             | Вересень 2009 Січень 2010 Січень 2011 Лютий 2011 Квітень 2012 Червень 2013                                 | Arrandale Sandy Bridge Ivy Bridge Haswell             | 2               | 32 nm 32 nm 22 nm 22 nm                         | Січень 2010 Лютий 2011 Травень 2012 Червень 2013                           |
| Core i7 | Bloomfield Lynnfield Gulftown Sandy Bridge Sandy Bridge-E Ivy Bridge Haswell Ivy Bridge-E | 4 6 4 6 4 6                                | 45 nm 45 nm 32 nm 32 nm 32 nm 32 nm 22 nm 22 nm 22 nm 22 nm | Листопад 2008 Вересень 2009 Липень 2010 Січень 2011 Листопад 2011 Лютий 2012 Квітень 2012 Червень 2013 TBA | Clarksfield Arrandale Sandy Bridge Ivy Bridge Haswell | 4 2 4 2 4 2 4 2 | 45 nm 32 nm 32 nm 32 nm 22 nm 22 nm 22 nm 22 nm | Вересень 2009 Січень 2010 Січень 2011 Лютий 2011 Травень 2012 Червень 2013 |
| Core i7 Extreme Edition | Bloomfield Gulftown Sandy Bridge-E Ivy Bridge-E                                           | 4 6                                        | 45 nm 32 nm 32 nm 22 nm                                     | Листопад 2008 Березень 2010 Листопад 2011 TBA                                                              | Clarksfield Sandy Bridge Ivy Bridge Haswell           | 4               | 45 nm 32 nm 22 nm 22 nm                         | Вересень 2009 Січень 2011 Травень 2012 Червень 2013                        |
| Список мікропроцесорів Intel Core Список мікропроцесорів Intel Core 2 Список мікропроцесорів Intel Core i3 Список мікропроцесорів Intel Core i5 Список мікропроцесорів Intel Core i7 |                                                                                           |                                            |                                                             | |                                                       |                 |                                                 |                                                                            |

Робочі частоти від 1,2 ГГц (найнижча) до 3,7 ГГц (найвища) (модель Core i7-4820K також може досягати частоти 4,0 ГГц через технологію Intel Turbo Boost).

## Core
Intel Core Duo має два ядра, 2МБ кеш 2-го рівня, на обидва ядра, і шину управління для контролю над кешем 2-го рівня і системною шиною. У майбутніх степпінгах процесорів Core Duo так само очікується можливість відключення одного ядра для кращого енергозбереження.
Intel Core Solo використовує те ж подвійне ядро, що і Core Duo, але робочим є тільки одне ядро. Цей стиль високо затребуваний для одноядерних мобільних процесорів, і це дозволяє Intel відключенням одного з ядер створити нову лінійку процесорів, фізично випускаючи лише одне ядро. Зрештою це дозволяє Intel без сильного збитку для себе збувати процесори у яких одне з ядер виявилося дефектним (ядро просто відключається і процесор йде в продаж під маркою Core Solo).

## Core 2
Core 2 — восьме випущене корпорацією Intel покоління мікропроцесорів архітектури x86, засноване на абсолютно новій процесорній архітектурі. Це нащадок мікроархітектури NetBurst, на якій побудована більшість мікропроцесорів Intel починаючи з 2000 року. Починаючи з Core 2 Intel відмовляється від бренду Pentium, який використовувався з 1993 року. Крім того, тепер возз'єдналися мобільні і настільні серії продуктів (що розділилися на Pentium M і Pentium 4 в 2003 році).
Перші процесори Core 2 офіційно представлені 27 липня 2006 року. Також як і їхні попередники, процесори Intel Core, вони діляться на моделі Solo (одноядерні), Duo (двоядерні), Quad (чотириядерні) і Extreme (дво- або чотири-ядерні з високою швидкістю і розблокованим множником). Процесори отримали такі кодові назви — «Conroe» (для домашніх систем), «Merom» (для портативних ПК), «Kentsfield» (чотири-ядерний Conroe) і «Penryn» (Merom, виконаний по 45 нанометровому процесу). Хоча процесори «Woodcrest» також засновані на архітектурі Core, вони випускаються під маркою Xeon. З грудня 2006 року всі процесори Core 2 Duo виробляються з 300 міліметрових пластин на заводі Fab 12 в Аризоні, США і на заводі Fab 24-2 в County Kildare, Ірландія.
На відміну від процесорів архітектури NetBurst (Pentium 4 і Pentium D), в архітектурі Core 2 ставка робиться не на підвищення тактової частоти, а на поліпшення інших параметрів процесорів, таких як кеш, ефективність і кількість ядер. Розсіювана потужність цих процесорів значно нижча, ніж у настільної лінійки Pentium. З параметром TDP, рівним 65 Вт, процесор Core 2 має найменшу розсіювану потужність серед всіх доступних у продажу настільних чипів, зокрема на ядрах Prescott (у системі кодових імен Intel) з TDP, рівним 130 Вт, і на ядрах San Diego (у системі кодових імен AMD) з TDP, рівним 89 Вт.
Особливостями процесорів Intel Core 2 є EM64T (підтримка архітектури AMD64), технологія підтримки віртуальних x86 машин (en), NX-біт і набір інструкцій SSE3. Крім того, вперше реалізовані такі технології: LaGrande Technology, вдосконалена технологія SpeedStep і Active Management Technology (iAMT2).

### Core
- Intel Core Duo Web page [Архівовано 21 лютого 2006 у Wayback Machine.]
- Intel Core Solo Web page [Архівовано 20 березня 2009 у Wayback Machine.]

### Core 2
- http://developer.intel.com/products/processor_number/chart/core2duo.htm [Архівовано 15 серпня 2007 у Wayback Machine.]
- Intel Centrino Duo Mobile Technology papers [Архівовано 15 вересня 2007 у Wayback Machine.]